# Середньочеський кубок з футболу 1941
Середньочеський кубок 1941 (чеськ. Stredoceský Pohár 1941) — двадцять другий розіграш футбольного кубку Середньої Чехії. Переможцем змагань увосьме став клуб «Славія» (Прага).

## Результати матчів
1/4 фіналу
- «Славія» (Прага) — «Гвезда» (Коширже, Прага) — 7:0

1/2 фіналу
- «Славія» (Прага) — «Чехія Карлін» (Прага) — 14:0
- «Плінчнер» (Прага) — «Спарта» (Прага) — 4:0

## Фінал
| 1941 |

| «Славія» (Прага) | 13 — 2 | «Плінчнер» (Прага) |
| ---------------- | ------ | ------------------ |
|                  |        |                    |

| Прага |